# 女式内衣

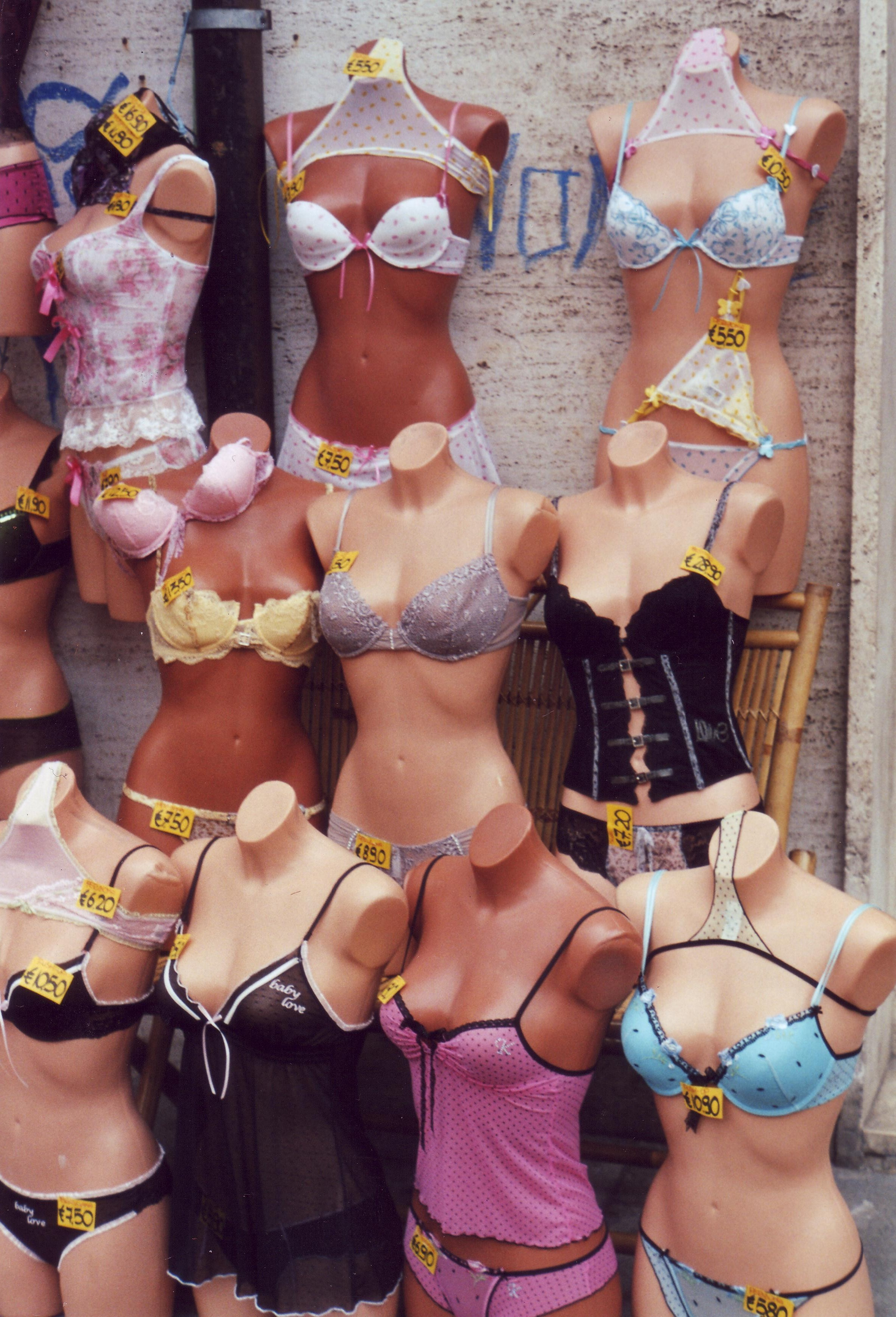
各式女式内衣

女裝內衣（法語：Lingerie，發音：[lɛ̃ʒʁi] ⓘ）指供女性穿著的内衣。現代女式内衣使用柔軟順滑、輕薄、有弹性、网格状或用作装饰的物料，如莱卡、锦纶（尼龙经编）、聚酯、缎、蕾丝、薄纱丝绸，也有内衣由合成纤维和纯棉制成。